# The Cooper Union for the Advancement of Science and Art
La Cooper Union for the Advancement of Science and Art (più comunemente chiamata Cooper Union) è un'università privata a Manhattan, New York. La Cooper Union, fondata nel 1859 da Peter Cooper, creò un modello nuovo e radicale per l'educazione universitaria in America. La sua missione riflette la convinzione fondamentale che l'educazione della massima qualità debba essere "libera e gratuita come l'aria e l'acqua" e debba essere disponibile a tutti indipendentemente della propria razza, religione, sesso o classe sociale. Per centocinquanta anni l'università ha ammesso studenti in base esclusivamente al merito e garantito una borsa di studio comprendente l'intero costo della scuola.
Il campus è locato nell'East Village, presso Cooper Square e Astor Place (terza strada tra la sesta e la nona via). La scuola offre lauree accreditate in architettura, arte, e ingegneria. La scuole è una delle prestigiose nell'intera nazione con tutti i corsi di laurea presenti tra i migliori nelle classifiche delle università.
Siccome la Cooper Union è una delle uniche università americane a garantire una borsa di studio completa a tutti i suoi studenti (circa $30.000 all'anno per studente), la scuola è una delle università più selettive degli Stati Uniti, accettando generalmente meno del 10% dei candidati (anche se arte ed architettura accettano meno del 5%).

## La "Great Hall"
La "Great Hall" è l'aula magna dell'istituto. Quando fu fondato l'istituto Peter Cooper capì che la Cooper Union prima di formare persone preparate nel loro campo, doveva preparare persone virtuose e dal grande senso civico. Per questo motivo volle situare nelle fondamenta dell'università un'aula magna dove persone di opinioni differenti potessero esprimersi senza problemi facendo valere il primo articolo della Costituzione americana che garantisce la libertà di parola. Al tempo della fondazione della Cooper Union, la "Great Hall", con i suoi 900 posti, era la più grande sala conferenze di Manhattan. L'aula magna è stata scenario delle prime campagne per i diritti dei lavoratori, la nascita del NAACP, del movimento per il suffragio femminile e della Croce Rossa americana.
Uno dei primi discorsi tenutisi nella "Great Hall" fu un discorso anti-schiavista di Abramo Lincoln che lo lanciò nel cammino della campagna elettorale. La "Great Hall" fu successivamente il palcoscenico per i discorsi dei Presidenti Americani Ulysses Simpson Grant, Cleveland, Taft, Theodore Roosevelt,, Woodrow Wilson, e Bill Clinton. Barack Obama ha tenuto il suo secondo discorso alla Cooper Union il 22 aprile 2010, promuovendo la sua riforma finanziaria.
La "Great Hall" rimane sinonimo della libertà di espressione a New York, organizzando conferenze ed eventi invitando figure di rilievo come Joseph Campbell, Steve Reich, Salman Rushdie, Ralph Nader, Hamza Yusuf, Richard Stallman, Rudolph Giuliani, Pema Chodron, Michael Bloomberg, Evo Morales, ed il presidente venezuelano Hugo Chávez. Gli eventi sono solitamente aperti al pubblico.

## La Irwin S. Chanin School of Architecture
La Irwin S. Chanin school of Architecture offre un programma di laurea quinquennale che porta al conseguimento di un Bachelor of Architecture. Il programma di architettura è rinomato in tutto il mondo e la scuola è considerata una delle migliori scuole di architettura degli Stati Uniti.
Con più di 740 m² di spazio nello studio, a ogni studente viene assegnato un tavolo da disegno ed area di lavoro. Gli studenti dal primo al quarto anno condividono tutti un grande studio/laboratorio, mentre gli studenti del quinto anno e del master sono in tre studi separati. Lo studio funge da aula in cui si svolgono lezioni e da laboratorio in cui vengono prodotti i progetti e da base operativa. Il grande studio/laboratorio è stato ideato come luogo in cui gli studenti svolgano la maggior parte delle consegne e gli studenti spendano la maggior parte del loro tempo a scuola. La condivisione di un unico spazio favorisce lo scambio di idee ed opinioni tra studenti favorendo la creatività. La scuola di architettura occupa interamente il terzo ed il settimo piano del "Foundation Building" ed è dotata di aule per seminari, un'aula di informatica con stampanti, gli studi/laboratori e aree per presentare i progetti.
Il corpo docenti è attualmente composto da molti architetti e teorici di fama internazionale (Lebbeus Woods, Michael Webb, Diana Agrest, Diane Lewis) e nel passato ha avuto insegnanti del calibro di Peter Eisenman, Bernard Tschumi, Richard Meier, Ricardo Scofidio, John Hejduk, Raimund Abraham, Aldo Rossi e Massimo Scolari. Tra gli studenti più celebri ricordiamo Shigeru Ban e Daniel Libeskind.

### Ammissioni
La Cooper Union ammette ogni anno in Architettura circa 30 studenti, il che rende la Irwin S. Chanin School of Architecture la più piccola e più competitiva facoltà di questa università. Per l'anno accademico 2010-2011 hanno fatto domanda circa 800 candidati e solo 30 sono stati ammessi, il 3,75%.
Oltre ai risultati del SAT, gli studenti devono completare l'impegnativo "hometest." Questo esame è specificatamente ideato dalla commissione di ammissione della scuola e consiste in una serie di domande grafiche e domande da colloquio. L'esame viene spedito a casa del candidato che ha tre-quattro settimane per completarlo e rispedirlo alla scuola. L'esame non valuta tanto le conoscenze di architettura, ma è interessato alle inclinazioni naturali dello studente e al suo modo di pensare. Gli esaminatori non cercano persone che abbiano già preconcetti o nozioni di architettura ma gente in grado di contribuire in maniera innovativa al mondo dell'architettura.

## Arte Visive
Tra i noti artisti visivi che hanno insegnato e o sono alunni della Cooper Union ci sono Milton Glaser, Roy DeCarava e Shalom Tomáš Neuman.